# Ustilago chloridis
Ustilago chloridis är en svampart som beskrevs av Vánky, C. Vánky & R.G. Shivas 2001. Ustilago chloridis ingår i släktet Ustilago och familjen Ustilaginaceae.   Inga underarter finns listade i Catalogue of Life.